# Fritz Fellner
Friedrich Karl Paul „Fritz“ Fellner (* 25. Dezember 1922 in Wien; † 23. August 2012 ebenda) war ein österreichischer Historiker, der sich vor allem mit der österreichischen Geschichte des 19. und 20. Jahrhunderts sowie der Fachgeschichte der Geschichtswissenschaft befasste. Er lehrte von 1964 bis 1993 als ordentlicher Professor für allgemeine Geschichte der Neuzeit an der Universität Salzburg.

## Leben und Wirken
Fritz Fellner begann im Oktober 1940 ein Studium der Geschichte, Germanistik und Anglistik an der Universität Wien. Durch den Krieg musste er das Studium unterbrechen. Im Krieg war er Gefreiter und Flakhelfer. Fellner geriet in amerikanische Kriegsgefangenschaft und kam im Sommer 1946 frei. Er wurde 1948 in Wien mit einer von Leo Santifaller und Hugo Hantsch betreuten Arbeit über Franz Schuselka promoviert. Von 1948 bis 1950 belegte er den 45. Ausbildungsjahrgang des Instituts für Österreichische Geschichtsforschung. 1950 war er Mitarbeiter der Kommission für Neuere Geschichte Österreichs und für die Edition der Tagebücher Josef Redlichs zuständig. Ein Jahr später war er Stipendiat am Österreichischen Kulturinstitut in Rom. Dort bearbeitete er die Nuntiaturberichte des Josephinismus. 1954 wurde Fellner wissenschaftliche Hilfskraft bei Hantsch an der Universität Wien. Von 1955 bis 1964 war er dort am Historischen Seminar Universitätsassistent. Er habilitierte sich 1960 über den Dreibund.
Von 1964 bis 1993 lehrte Fellner als ordentlicher Professor für allgemeine Geschichte der Neuzeit an der Universität Salzburg. Er war Gastprofessor an der University of Texas at Austin (1960/61), Western Illinois University (1963), Stanford University (1978), University of Minnesota (1984). Von 1990 bis 2007 war er Vorsitzender der Kommission für Neuere Geschichte Österreichs. Fellner wurde auf dem Döblinger Friedhof in Wien beerdigt.
Zu Fellners Forschungsgebieten gehörten die Vorgeschichte des Ersten Weltkriegs, die Pariser Friedenskonferenz 1919 sowie die Geschichte der Geschichtswissenschaft. Zahlreiche Studien Fellners sind in dem Sammelband Geschichtsschreibung und nationale Identität. Probleme und Leistungen der österreichischen Geschichtswissenschaft zusammengefasst. Gemeinsam mit Doris A. Corradini verfasste er ein biographisch-bibliographisches Lexikon der österreichischen Geschichtswissenschaft im 20. Jahrhundert. Das Lexikon verzeichnet rund 1030 Personen, welche im Gebiet des heutigen Österreich als Historikerinnen oder Historiker tätig waren oder historische Schriften publiziert haben, und reicht chronologisch von den Geburtsjahrgängen 1829 bis 1973. In seinen letzten Lebensjahren veröffentlichte er gemeinsam mit Doris A. Corradini eine Neuedition der Schicksalsjahre Österreichs, die die Lebenserinnerungen und Tagebücher des Juristen, Politikers und Historikers Josef Redlich als dreibändige Gesamtedition vereinigen. Fritz Fellner war der Vater der Zeitschriftenherausgeber Wolfgang Fellner und Helmuth Fellner.

## Schriften (Auswahl)
- Franz Schuselka. Ein Lebensbild. Wien 1948 (Wien, Universität, Dissertation, 19. November 1948)
- als Herausgeber: Schicksalsjahre Österreichs. 1908–1919. Das politische Tagebuch Josef Redlichs (= Veröffentlichungen der Kommission für Neuere Geschichte Österreichs. Bd. 39–40, ISSN 1012-5744). 2 Bände. Böhlau, Graz u. a. 1953–1954;
  - Band 1: 1908–1914;
  - Band 2: 1915–1919.
- Der Dreibund. Europäische Diplomatie vor dem Ersten Weltkrieg (= Österreich-Archiv.) Verlag für Geschichte und Politik, Wien 1960 (Wien, Universität, Habilitations-Schrift, 17. Februar 1960: Der Dreibund. Eine Studie zur Bündnispolitik der europäischen Großmächte 1882–1914).
- Vom Dreibund zum Völkerbund. Studien zur Geschichte der internationalen Beziehungen 1882–1919. Herausgegeben von Heidrun Maschl und Brigitte Mazohl-Wallnig. Verlag für Geschichte und Politik u. a., Wien u. a. 1994, ISBN 3-7028-0333-5.
- „… ein wahrhaft patriotisches Werk“. Die Kommission für Neuere Geschichte Österreichs 1897–2000 (= Veröffentlichungen der Kommission für Neuere Geschichte Österreichs. Bd. 91). Unter Mitarbeit von Franz Adlgasser und Doris Corradini. Böhlau, Wien u. a. 2001, ISBN 3-205-99376-4.
- Geschichtsschreibung und nationale Identität. Probleme und Leistungen der österreichischen Geschichtswissenschaft. Böhlau, Wien u. a. 2002, ISBN 3-205-77053-6 (S. 385–392 Werkverzeichnis F. Fellner).
- mit Doris A. Corradini: Österreichische Geschichtswissenschaft im 20. Jahrhundert. Ein biographisch-bibliographisches Lexikon (= Veröffentlichungen der Kommission für Neuere Geschichte Österreichs. Bd. 99). Böhlau, Wien u. a. 2006, ISBN 3-205-77476-0.
- als Herausgeber mit Doris A. Corradini: Schicksalsjahre Österreichs. Die Erinnerungen und Tagebücher Josef Redlichs 1869–1936 (= Veröffentlichungen der Kommission für Neuere Geschichte Österreichs. Bd. 105, 1–3). 3 Bände. Böhlau, Wien u. a. 2011, ISBN 978-3-205-78617-7;
  - Band 1: Erinnerungen und Tagebücher 1869–1914;
  - Band 2: Tagebücher Josef Redlichs 1915–1936;
  - Band 3: Biographische Daten und Register.